# تشانغ تشن لانغ
تشانغ تشن لانغ هو ممثل صيني، 20 يوليو 1987 بهونغ كونغ في الصين.